# Babice u Rosic
Babice u Rosic là một làng thuộc huyện Brno-venkov, vùng Jihomoravský, Cộng hòa Séc.